# Liste des représentants permanents du Royaume-Uni auprès de l'Organisation des Nations Unies à Genève
Le représentant permanent du Royaume-Uni auprès des Nations Unies et des autres organisations internationales à Genève est le représentant permanent du Royaume-Uni auprès de l' Office des Nations Unies à Genève et d'autres organisations internationales basées à Genève, notamment l'Organisation mondiale du commerce, l'Organisation internationale pour les migrations, le Comité international de la Croix-Rouge et d'autres organisations non gouvernementales. Les représentants permanents ont normalement le rang personnel d' ambassadeur.

## Représentants permanents
| Image | Titulaire           | Début du mandat | Fin du mandat |
| ----- | ------------------- | --------------- | ------------- |
|       | Sir Frederick Mason | 1971            | 1973          |
|       | Sir David Hildyard  | 1973            | 1976          |
|       | Sir James Bottomley | 1976            | 1978          |
|       | Sir Peter Marshall  | 1979            | 1983          |
|       | Dame Anne Warburton | 1983            | 1985          |
|       | John Sankey         | 1985            | 1990          |
|       | Martin Morland      | 1990            | 1993          |
|       | Nigel Williams      | 1993            | 1997          |
|       | Sir Roderic Lyne    | 1997            | 2000          |
|       | Simon Fuller        | 2000            | 2003          |
|       | Nicholas Thorne     | 2003            | 2008          |
|       | Peter Gooderham     | 2008            | 2012          |
|       | Karen Pierce        | 2012            | 2015          |
|       | Julian Braithwaite  | 2015            | 2021          |
|       | Simon Manley        | 2021            | Titulaire     |